# Cellule dendritique plasmacytoïde
Une cellule dendritique plasmacytoïde est une cellule du système immunitaire de type dendritique ciblant essentiellement les acides nucléiques étrangers et sécrétant d'importantes quantités d'interféron de type I. Elle intervient dans l'immunité anti-virale mais également dans les phénomènes d'autoimmunité.

## Fonctionnement
Ces cellules expriment les récepteurs TLR7 et TLR9 (récepteurs de type Toll 7 et 9), qui sont sensibles aux acides nucléiques viraux. Ces cellules sont également capables de détecter certaines enveloppes virales, dont celle du virus de l'hépatite A.
Elles stimulent les lymphocytes T auxiliaires de type CD4, en cas d'infection virale chronique. Elles stimulent également les lymphocytes B, notamment au cours de certaines infections, comme celles à rotavirus.
Le VIH n'infecte pas cette cellule plasmacytoïde mais altère sa fonction, dont la sécrétion d'interféron de type 1, médiateur à activité antivirale.

## En médecine
Les cellules dendritiques plasmacytoïdes peuvent donner lieu à une forme rare et agressive de cancer : la leucémie dérivée des cellules dendritiques plasmocytoïdes.